# Robert Boutruche
Robert Boutruche (Chailland, 21 ottobre 1904 – Bourg-la-Reine, 15 novembre 1975) è stato un medievista francese.
Allievo di Marc Bloch e docente alla Sorbona, divenne noto soprattutto per la sua opera Signoria rurale e feudo (1959-1970), nella quale comparava con altre la società feudale, negandone la caratterizzazione chiusa ed oscurantista.

## Opere
- Existe-t-il une continuité dans la politique coloniale de la France du XIe au XXe siècle?, Revue historique, tomo CLXXII, 1933
- Bordeaux et le commerce des Antilles françaises au XVIIIe siècle, estratto da Nos Antilles, Édition : Orléans, G. Luzeray, 1935 (online).
- Bordelais, Bazadais, Agenais, Bas-Quercy, Revue historique, 1936.
- Les Courants de peuplement dans l'Entre-Deux-Mers, étude sur le brassage de la population rurale, XIe-XXe siècles, Annales d'histoire économique et sociale, n°31, gennaio 1935, e n°32, marzo 1935.
- Aux origines d'une crise nobiliaire, Annales d'histoire sociale, 1939
- Une société provinciale en lutte contre le régime féodal. L'alleu en Bordelais et en Bazadais du XIe au XVIIIe siècle, Rodez, Impr. de P. Carrère, 1943.
- Pour comprendre l'Alsace, terre de contrastes con Marcel Simon, Strasbourg, imprimerie des Dernières nouvelles, 1945.
- Alsace, con Marcel Simon, Strasburgo, Imp. des Dernières nouvelles, 1945.
- La crise d'une société, seigneurs et paysans du Bordelais pendant la guerre de Cent-ans, tesi, éd. les Belles lettres, 1947; vincitore del Premio Gobert nel 1948.
- Une société provinciale en lutte contre le régime féodal, l'alleu en Bordelais et en Bazadais du XIe au XVIIIe siècle, tesi complementare, Rodez, impr. de P. Carrère, 1947.
- La crise d'une société. Seigneurs et paysans du Bordelais pendant la Guerre de cent ans, Parigi, éd. Les Belles lettres, 1963 (ristampa della tesi).
- Bordeaux de 1453 à 1715, direzione di Robert Boutruche con la collaborazione di Jacques Bernard, Louis Desgraves, Françoise Giteau, Francis Loirette e Paul Roudié, 1966, Fédération historique du Sud-Ouest.
- Seigneurie et féodalité 1. Le premier âge des liens d'homme à homme, Parigi, Aubier, 1959 ; 2ª ed., Parigi, Montaigne, 1968.
- Seigneurie et féodalité 2. L'Apogée, XIe-XIIIe siècles, Parigi, Aubier-Montaigne, 1970.